# Георги Китанов (революционер)
Георги Китанов – Чиче или Чичото е български революционер, паланечки войвода на Вътрешната македоно-одринска революционна организация.

## Биография
Георги Китанов е роден през 1860 година в кривопаланечкото село Дренък, тогава в Османската империя. Присъединява се към ВМОРО и е четник при Коце Алексиев, на два пъти при Петър Ангелов, както и при Димитър Кирлиев.